# Hamo Sahjan
Hamo Sahjan (ormiański: Համո Սահյան) znany także jako Hmajak Sahaki Grigorjan (ur. 14 kwietnia 1914 w Lor, zm. 17 lipca 1993 w Erywaniu) – armeński poeta i tłumacz

## Życiorys
Urodził się w 1914 roku w armeńskiej wiosce Lor. W 1927 roku przeniósł się do Baku. W 1939 roku ukończył tamtejszy instytut pedagogiczny. W 1941 roku przeniósł się do Erywania, następnie służył w radzieckiej marynarce w czasie II wojny światowej. Pracował między innymi w gazetach Awangard, Wozni i Grakan Tert. Pierwsza kolekcja jego wierszy została opublikowana w 1946 roku. W jego utworach często występowały motywy natury. Zmarł w 1993 roku, jest pochowany w Komitas Panteon w Erywaniu.